# Salteras
Salteras ist eine Gemeinde in der Provinz Sevilla in Spanien mit 5.580 Einwohnern (Stand: 2024). Sie liegt in der Comarca Metropolitana de Sevilla in Andalusien.

## Geografie
Die Gemeinde grenzt im Westen an Olivares, im Nordwesten an Gerena, im Norden an Guillena, im Nordosten an La Algaba, im Osten an Valencina und im Süden an Espartinas. Sie war historisch Teil der Comarca Aljarafe, gehört aber heute rechtlich zur Comarca Metropolitana de Sevilla.

## Geschichte
In der Gemeinde befand sich hier wahrscheinlich die alte römische Siedlung Pesula. In der Zeit von Al-Andalus war der Ort ein arabisches Gehöft. Die heutige Siedlung geht auf Siedlungsbemühungen nach der christlichen Eroberung im 17. Jahrhundert zurück.

## Wirtschaft
Die Gegend wird von der Landwirtschaft geprägt. Angebaut werden Oliven, Getreide und Wein.

## Sehenswürdigkeiten
- Kirche Santa María de la Oliva